# Football Club Fleury 91 2022-2023
Questa voce raccoglie le informazioni riguardanti la squadra femminile del Football Club Fleury 91 nelle competizioni ufficiali della stagione 2022-2023.

## Divise e sponsor
La grafica delle divise ripropone i colori sociali del club, il rosso e il nero. Il main sponsor era a società di trasporti Bovis, lo sponsor tecnico, fornitore delle tenute da gioco, SKITA.
| Casa | Trasferta |

## Organigramma societario
Area tecnica
- Allenatore: Fabrice Abriel
- Vice allenatore:
- Preparatore dei portieri:
- Preparatore atletico:
- Medico sociale:
- Fisioterapista:

## Rosa
Rosa, ruoli e numeri di maglia aggiornati al 10 gennaio 2023
| N. |                           | Ruolo | Calciatrice                |
| -- | ------------------------- | ----- | -------------------------- |
| 1  | Francia (bandiera)        | P     | Manon Heil                 |
| 2  | Francia (bandiera)        | D     | Sara Kassi                 |
| 4  | Giamaica (bandiera)       | D     | Chantelle Swaby            |
| 5  | Camerun (bandiera)        | C     | Jeannette Yango            |
| 6  | Francia (bandiera)        | C     | Magnaba Folquet            |
| 7  | Canada (bandiera)         | D     | Marie Levasseur            |
| 8  | Polonia (bandiera)        | C     | Ewelina Kamczyk            |
| 9  | Francia (bandiera)        | A     | Aïrine Fontaine            |
| 10 | Francia (bandiera)        | C     | Léa Le Garrec              |
| 11 | Francia (bandiera)        | A     | Maureen Bigot              |
| 12 | Camerun (bandiera)        | D     | Claudine Meffometou Tcheno |
| 13 | Costa d'Avorio (bandiera) | A     | Rosemonde Kouassi          |
| 14 | Polonia (bandiera)        | C     | Dominika Grabowska         |

| N. |                           | Ruolo | Calciatrice         |
| -- | ------------------------- | ----- | ------------------- |
| 15 | Francia (bandiera)        | D     | Aude Bizet          |
| 16 | Finlandia (bandiera)      | P     | Katriina Talaslahti |
| 17 | Francia (bandiera)        | D     | Julie Debever       |
| 18 | Francia (bandiera)        | C     | Laurine Baga        |
| 19 | Costa d'Avorio (bandiera) | A     | Inès Konan          |
| 20 | Francia (bandiera)        | D     | Charlotte Fernandes |
| 21 | Algeria (bandiera)        | C     | Marine Dafeur       |
| 22 | Sudafrica (bandiera)      | A     | Ode Fulutudilu      |
| 25 | Francia (bandiera)        | D     | Julie Piga          |
| 26 | Francia (bandiera)        | A     | Valérie Gauvin      |
| 27 | Haiti (bandiera)          | A     | Batcheba Louis      |
| 29 | Costa d'Avorio (bandiera) | D     | Mariam Diakité      |
| 30 | Algeria (bandiera)        | P     | Chloé N'Gazi        |

## Calciomercato

### Sessione estiva
| Acquisti | Acquisti        | Acquisti        | Acquisti   |
| R.       | Nome            | da              | Modalità   |
| -------- | --------------- | --------------- | ---------- |
| D        | Gwenaëlle Butel | Issy            | definitivo |
| C        | Laurine Baga    | Olympique Lione | definitivo |
| C        | Airine Fontaine | Paris FC        | definitivo |
| A        | Ode Fulutudilu  | Glasgow City    | definitivo |
| A        | Batcheba Louis  | Issy            | definitivo |

| Cessioni | Cessioni          | Cessioni    | Cessioni   |
| R.       | Nome              | a           | Modalità   |
| -------- | ----------------- | ----------- | ---------- |
| C        | Thelma Eninger    | Stade Reims | definitivo |
| C        | María Diáz        | Digione     | definitivo |
| A        | Nikola Karczewska | Tottenham   | definitivo |

### Sessione invernale
| Acquisti | Acquisti        | Acquisti            | Acquisti   |
| R.       | Nome            | da                  | Modalità   |
| -------- | --------------- | ------------------- | ---------- |
| C        | Magnaba Folquet | Paris Saint-Germain | definitivo |
| A        | Valérie Gauvin  | Houston Dash        | definitivo |

| Cessioni | Cessioni        | Cessioni            | Cessioni   |
| R.       | Nome            | a                   | Modalità   |
| -------- | --------------- | ------------------- | ---------- |
| C        | Jeannette Yango | Olympique Marsiglia | definitivo |
| A        | Ode Fulutudilu  | Betis               | definitivo |

## Risultati

### Division 1

#### Girone di andata
| Arbitro: | Gonçalves |

|  |           |                           |
|  | Marcatori | 18’, 79’ Kouassi 52’ Piga |

| Arbitro: | Vanderstichel |

|             |           |            |
| Kouassi 21’ | Marcatori | 73’ Binate |

| Arbitro: | Gerbel |

|                        |           |              |
| Geyoro 38’ Diani 90+1’ | Marcatori | 16’ B. Louis |

| Arbitro: | Elbour |

|              |           |          |
| B. Louis 12’ | Marcatori | 54’ Kaya |

| Arbitro: | Efe |

|                     |           |             |
| Lamontagne 11’, 66’ | Marcatori | 16’ Kouassi |

| Arbitro: | Rochebilière |

|              |           |  |
| Renard 90+2’ | Marcatori |  |

| Arbitro: | Gonçalves |

|                                           |           |  |
| Piga 45’ Dafeur 47’ (rig.) Fulutudilu 57’ | Marcatori |  |

| Arbitro: | Laur |

|          |           |                                                         |
| Dear 13’ | Marcatori | 18’, 39’ B. Louis 37’ (aut.) Sandvej 43’, 89’ Le Garrec |

| Arbitro: | Daupeux |

|             |           |  |
| Kamczyk 51’ | Marcatori |  |

| Arbitro: | Rochebilièr |

|                  |           |              |
| Robert 6’ (rig.) | Marcatori | 41’ Fontaine |

| Arbitro: | Beyer |

|                                |           |  |
| B. Louis 22’ Dafeur 78’ (rig.) | Marcatori |  |

#### Girone di ritorno
| Arbitro: | Benmahammed |

|  |           |                    |
|  | Marcatori | 70’ Piga 79’ Konan |

| Arbitro: | Gerbel |

|                                           |           |                                  |
| Kamczyk 15’ Kouassi 29’, 74’ Fontaine 70’ | Marcatori | 21’, 39’, 49’ Diani 27’ Bachmann |

| Arbitro: | Laur |

|  |           |                                             |
|  | Marcatori | 44’ Kamczyk 45’ Konan 55’ Swaby 80’ Kouassi |

| Arbitro: | Collin |

|                                                     |           |  |
| Kouassi 7’, 51’ Kamczyk 25’, 43’ Le Garrec 68’, 77’ | Marcatori |  |

| Arbitro: | Benmahammed |

|                 |           |                       |
| Le Garrec 90+7’ | Marcatori | 17’ Däbritz 81’ Horan |

| Arbitro: | Daupeux |

|                     |           |              |
| Sider-Echenberg 87’ | Marcatori | 66’ B. Louis |

| Arbitro: | Gonçalves |

|         |           |  |
| Piga 4’ | Marcatori |  |

| Arbitro: | Beyer |

|              |           |                               |
| K. Louis 32’ | Marcatori | 14’, 23’ B. Louis 74’ Kamczyk |

| Arbitro: | Collin |

|            |           |                         |
| Kamczyk 4’ | Marcatori | 29’ Lakrar 57’ Mondésir |

| Arbitro: | Efe |

|             |           |            |
| Garbino 82’ | Marcatori | 76’ Dafeur |

| Arbitro: | Laur |

|                                                                   |           |  |
| Le Garrec 7’, 84’ Dafeur 20’ Kamczyk 39’ Fontaine 57’ Kouassi 71’ | Marcatori |  |

### Coppa di Francia
| Arbitro: | Gonçalves |

|                                                       |           |                  |
| Fontaine 13’, 57’ Le Garrec 19’ Konan 22’ Kamczyk 37’ | Marcatori | 52’ (rig.) Mouly |

| Arbitro: | Daupeux |

|                           |           |  |
| Kamczyk 45’ Le Garrec 66’ | Marcatori |  |

| Arbitro: | Efe |

|                                                          |           |            |
| Kouassi 17’, 92’ Dafeur 22’, 58’ Louis 28’ Le Garrec 67’ | Marcatori | 74’ Khoury |

| Arbitro: | Beyer |

|                    |           |  |
| Horan 8’ Becho 11’ | Marcatori |  |

## Statistiche

### Statistiche di squadra
| Competizione     | Punti | In casa | In casa | In casa | In casa | In casa | In casa | In trasferta | In trasferta | In trasferta | In trasferta | In trasferta | In trasferta | Totale | Totale | Totale | Totale | Totale | Totale | DR  |
| Competizione     | Punti | G       | V       | N       | P       | Gf      | Gs      | G            | V            | N            | P            | Gf           | Gs           | G      | V      | N      | P      | Gf     | Gs     | DR  |
| ---------------- | ----- | ------- | ------- | ------- | ------- | ------- | ------- | ------------ | ------------ | ------------ | ------------ | ------------ | ------------ | ------ | ------ | ------ | ------ | ------ | ------ | --- |
| Division 1       | 39    | 11      | .       | .       | .       | .       | .       | 11           | .            | .            | .            | .            | .            | 22     | 11     | 6      | 5      | 49     | 20     | +29 |
| Coppa di Francia | -     | .       | .       | .       | .       | .       | .       | .            | .            | .            | .            | .            | .            | .      | .      | .      | .      | .      | .      | .   |
| Totale           | -     | .       | .       | .       | .       | .       | .       | .            | .            | .            | .            | .            | .            | .      | .      | .      | .      | .      | .      | .   |

### Andamento in campionato
| Giornata  | 1 | 2 | 3 | 4 | 5 | 6 | 7 | 8 | 9 | 10 | 11 | 12 | 13 | 14 | 15 | 16 | 17 | 18 | 19 | 20 | 21 | 22 |
| --------- | - | - | - | - | - | - | - | - | - | -- | -- | -- | -- | -- | -- | -- | -- | -- | -- | -- | -- | -- |
| Luogo     |   |   |   |   |   |   |   |   |   |    |    |    |    |    |    |    |    |    |    |    |    |    |
| Risultato |   |   |   |   |   |   |   |   |   |    |    |    |    |    |    |    |    |    |    |    |    |    |
| Posizione |   |   |   |   |   |   |   |   |   |    |    |    |    |    |    |    |    |    |    |    |    | 4  |

Legenda:

Luogo: C = Casa; T = Trasferta. Risultato: V = Vittoria; N = Pareggio; P = Sconfitta.

### Statistiche delle giocatrici
| Giocatore    | Division 1 | Division 1 | Division 1  | Division 1 | Coppa di Francia | Coppa di Francia | Coppa di Francia | Coppa di Francia | Totale   | Totale | Totale      | Totale     |
| Giocatore    | Presenze   | Reti       | Ammonizioni | Espulsioni | Presenze         | Reti             | Ammonizioni      | Espulsioni       | Presenze | Reti   | Ammonizioni | Espulsioni |
| ------------ | ---------- | ---------- | ----------- | ---------- | ---------------- | ---------------- | ---------------- | ---------------- | -------- | ------ | ----------- | ---------- |
| J. Debever   | 4          | 0          | 0           | 0          | -                | -                | -                | -                | 4        | 0      | 0           | 0          |
| D. Grabowska | 9          | 0          | 2           | 0          | -                | -                | -                | -                | 9        | 0      | 2           | 0          |
| J. Piga      | 22         | 4          | 1           | 0          | 4                | 0                | 0                | 0                | 26       | 4      | 1           | 0          |